# Daniel Peponnet
Pour les articles homonymes, voir Peponnet.
Daniel Peponnet, né le 11 septembre 1957, est un skipper français.

## Carrière
Il remporte la médaille d'argent des Championnats d'Europe de 470 avec Thierry Peponnet en 1980 à Helsinki et la médaille d'argent des Championnats du monde de 470 avec Pascal Champaloux en 1982 à Cascais.

## Famille
Il est le père du skipper Kevin Peponnet et le frère du skipper Thierry Peponnet.